# Paul Klemperer (Mediziner)
Paul Klemperer (geboren am 2. August 1887 in Wien, Österreich-Ungarn; gestorben am 3. März 1964 in New York City, Vereinigte Staaten) war ein US-amerikanischer Pathologe.

## Leben
Paul Klemperer war ein Sohn des Wiener Advokaten Alois Klemperer und der Eugenie Jenny Ippen. Sein Vater war Mitglied der Loge B’nai B’rith, ein Großvater war der Rabbiner Guttmann Gumpel Klemperer. Er besuchte das Maximiliansgymnasium und begann an der Universität Wien ein Jurastudium, wechselte dann aber, nachdem er einen Vortrag von Sigmund Freud gehört hatte, zur Medizin. Er wurde noch als Student zu den Sitzungen der Mittwochsgesellschaft eingeladen. Bei der Auseinandersetzung zwischen Freud und Alfred Adler schlug er sich auf die Seite der Individualpsychologen, was Freud ihm später nicht verzieh.
Klemperer wurde 1912 promoviert und ging als Assistent zu Carl Sternberg nach Brünn und spezialisierte sich in der Pathologie. Er war Soldat im Ersten Weltkrieg. 1921 entschloss sich Klemperer, in die USA auszuwandern und holte sich die notwendigen Abschlüsse an der New York University. Klemperer heiratete 1926 die aus Ungarn stammende Ärztin Margit Freund (1899–1992), sie hatten zwei Kinder, den Chemiker William A. Klemperer (1927–2017) und den Arzt Martin Robert Klemperer (1931–2016). 1927 wurde er als Pathologe an das Mount Sinai Hospital in Manhattan berufen. Dort arbeitete er von 1926 bis 1955 als Direktor der Pathologie.

## Forschungsinteressen
Klemperer forschte auf dem Gebiet der Lymphome und der Struktur und Funktionsweise der Milz. Seine Sammlungen Histologischer Schnitte halfen zum Verständnis mehrerer Krankheiten. Er beschrieb die Pathologie der bösartigen Nephrosklerose und eine Reihe von neuen Erkrankungen der Blutgefäße, des Verdauungstraktes und des Systems der Blutbildung. Seine Forschungen gipfelten in der Erkenntnis der Veränderungen im Zusammenhang mit einer Kollagenose, speziell beim Lupus erythematodes. Außerdem beschrieb er den Zusammenhang zwischen kavernomatöser Veränderung der Pfortader und der Banti-Krankheit. Mit fast 80 Publikationen und der Organisation von Konferenzen wirkte Klemperer als einflussreicher Lehrer auf dem Gebiet der Pathologie.

## Schriften (Auswahl)
- mit Walter Federn: The Dilemma of Johann Jacob Wepfer. The History of the Contracted Kidney. In: Bulletin of the Historiy of Medicine. Band 33, 1959, S. 50–66f.
- als Hrsg.: William Heberden, Commentaries on the history and cure of diseases. Hafner Publishing, New York 1962, OCLC 460603349
- als Hrsg.: René Laennec, A treatise on the diseases of the chest. With plates. Hafner Publishing, New York 1962, OCLC 230953508
- mit Walter G. J. Putschar: General pathology of the musculo-skeletal system. Springer-Verlag, Berlin 1960, OCLC 1283834
- The seats and causes of diseases investigated by anatomy; in five books, containing a great variety of dissections, with remarks, to which are added very accurate and copious indexes of the principal things and names therein contained zusammen mit Giovanni Battista Morgagni und Benjamin Alexander, New York, Hafner, 1960, ISBN 978-0-87993-148-3
- Systemic lupus erythematosus zusammen mit George Baehr, New York, Grune & Stratton, 1959, OCLC 14614857
- The pathologic anatomy of splenomegaly. 1936, OCLC 276668669